# Brenda Mäder
Pour les articles homonymes, voir Mader.
Brenda Mäder, née le 24 avril 1986 à Weinfelden (originaire de Kirchberg), est une personnalité politique suisse, membre du Parti libéral-radical (PLR) jusqu'en 2014 puis du parti de l'indépendance (Unabhängigkeitspartei, Up!).
Elle est présidente des Jeunes libéraux radicaux suisses de 2010 à 2012.

## Biographie

### Origines et études
Brenda Mäder naît le 24 avril 1986 à Weinfelden, dans le canton de Thurgovie. Elle est originaire de Kirchberg, dans le canton de Saint-Gall. 
Elle grandit à Weinfelden, dans le canton de Thurgovie. Après sa maturité à Frauenfeld[réf. nécessaire], elle obtient un diplôme à l'Université de Saint-Gall en gestion d’entreprises en 2007. Elle suit également un semestre à l'École supérieure d'économie de Prague. En 2008, elle commence des études en finance, et obtient une maîtrise en avril 2011.[réf. nécessaire]

### Parcours professionnel
De 2010[réf. nécessaire] à 2011, elle travaille pour la Banque cantonale de Thurgovie à Weinfelden. 
Elle travaille ensuite comme comme consultante dans une société française de conseils.

### Parcours politique
De 2008 à avril 2012, Brenda Mäder est membre au comité des Jeunes libéraux radicaux suisses et des Jeunes libéraux radicaux de Thurgovie. En 2009, elle devient vice-présidente des Jeunes libéraux radicaux suisses,[réf. nécessaire] avant de les présider de 2010 à 2012. 
Elle est candidate au Conseil national lors des élections fédérales de 2007, sur la liste des Jeunes PLR, et en 2011, sur la liste principale du PLR. En 2012[réf. nécessaire], elle est candidate au Grand Conseil du canton de Thurgovie, devenant première remplaçante pour le district de Weinfelden.
Elle quitte le PLR en 2014, où elle avait le futur conseiller fédéral Ignazio Cassis comme mentor, et crée en juin de la même année avec deux amis d'études un nouveau parti se voulant le plus libéral de Suisse, le parti de l'indépendance (Unabhängigkeitspartei, Up!), déclarant que le PLR « n’ose pas poser les questions de fond et remettre en doute certains dogmes ». Elle plaide ainsi notamment pour la libéralisation totale du système de prévoyance vieillesse avec l'abrogation de l'assurance-vieillesse et survivants, la suppression de l'obligation de servir, le libre choix de l'école et la suppression de la redevance radio et télévision. 

### Campagnes
Brenda Mäder participe en 2010 à la campagne des jeunes en faveur de la réduction du taux de conversion dans la prévoyance professionnelle. 
Elle est coinitiatrice du référendum couronné de succès contre le prix unique du livre début 2012,, et fait partie du comité d'initiative de l'initiative populaire fédérale « No Billag » en 2015. 

## Vie privée
Elle a été en couple avec le conseiller national valaisan Philippe Nantermod,.